# Roman Schliesser

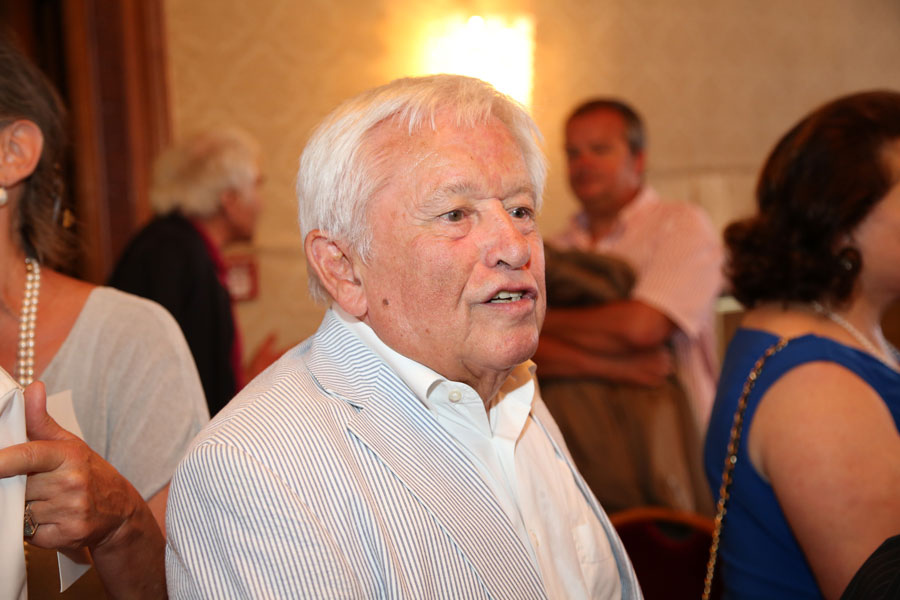
Roman Schliesser (2013)

„Adabei“ Roman Schliesser (* 7. Juni 1931 in Wien; † 7. Oktober 2015 ebenda) war ein österreichischer Gesellschaftsjournalist und Kolumnist.

## Leben
Schliesser wurde 1931 als Sohn eines Hilfsarbeiters in Wien-Floridsdorf geboren. Nachdem er kurze Zeit in Ostberlin gelebt hatte, lernte er, zurück in Wien, in der Lokalredaktion der Boulevardzeitung Express den Beruf des Reporters. Anfang der 1960er Jahre (nach anderer Quelle bereits 1957; Reyer 2012), noch beim Express, bekam er bald auch Zugang zu den Künstlern. Schliesser erfand sein Pseudonym und wurde mit seiner gleichnamigen Kolumne zum „Adabei“ („ein Wiener Dialektbegriff für einen, der zwar nicht dazugehört, aber ‚auch dabei‘ ist“; Reyer 2012). 1966 wechselte er zur Kronen Zeitung, der größten Tageszeitung in Österreich, und war dort bis 1993 eine Säule der Berichterstattung. Insgesamt 47 Jahre lang kommentierte er unter anderem auch Angelegenheiten des Kulturlebens. Wegen seiner gelegentlichen Scharfzüngigkeit war er vielgelesen wie vielfach gefürchtet. Nach seinem altersbedingten Rückzug aus der Krone wechselte er zur Tageszeitung Kurier und schrieb für die Kurier-freizeit eine Serie, in der er über sein „aufregendes Leben in der High Society“ berichtete. Selbst beschrieb sich Schliesser mehrfach als „Menschenreporter“ (Reyer 2012; Bischofberger 2015). Als sein „Adabei“-Nachfolger bei der Krone übernahm Michael Jeannée die Kolumne.
Eine Dissertation, eingereicht an der Hochschule für angewandte Kunst, setzte sich mit dem Phänomen des „Adabei“ auseinander (Schenker, Wien 1988). Demnach seien in der Adabei-Kolumne die von ihm meistgenannten Prominenten – in dieser Reihenfolge – Franz Antel, Curd und Udo Jürgens, Bruno Kreisky, Helmut Zilk und Herbert von Karajan gewesen.
Neben seiner journalistischen Arbeit war Schliesser auch als Drehbuchautor tätig, so für den 1963 gedrehten österreichischen Kriminalfilm Die schwarze Kobra. 2006 veröffentlichte er eine bebilderte Biographie des österreichischen Filmproduzenten Karl Spiehs.
Im Alter von 75 Jahren zog sich „Adabei“ Schliesser gänzlich in das Privatleben zurück und resümierte: „Die heutige Szene ist nicht mehr meine Welt“ und erklärte dies mit „seine[r] zunehmende[n] Entfremdung von immer lauter schreienden Schlagzeilen über Möchtegern-Promis“. Im Jahr 2011 heiratete er in erster Ehe „seine letzte große Liebe“ namens „Bonny“.

## Rezeption
„Keiner war den Stars so nahe wie Roman. Sie ließen ihn zu Interviews und Homestorys nach Rom, New York und Tokio einfliegen. Sophia Loren, Clark Gable, Joan Collins, Curd Jürgens - er war mit den Großen der Welt auf Du, ohne mit ihnen ‚verhabert‘ zu sein.

[…]

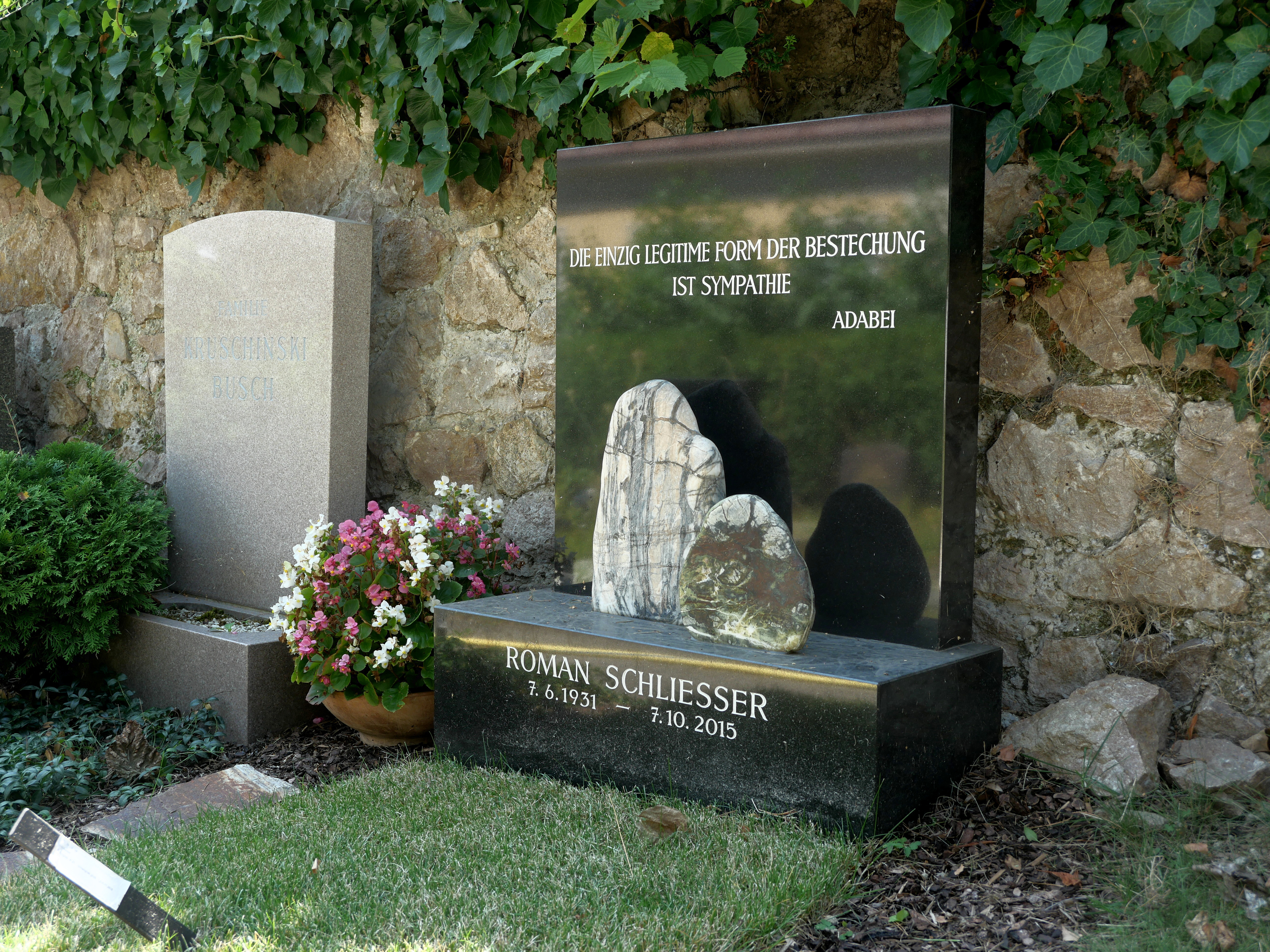
Grabstätte auf dem Grinzinger Friedhof

‚Adabei‘ wurde als Begründer des Gesellschafts-Journalismus in Österreich Legende und hat hohe Maßstäbe gesetzt. Er machte Künstler in der damaligen Zeit erst prominent, und er hatte die Macht, sie durch Ignoranz zu strafen. Manchmal fällte er eines seiner gefürchteten Blitz-Urteile: ‚Der Prototyp einer Prinzessin ist sie nicht‘, schrieb er über Stéphanie von Monaco, ‚eher ein Prolotyp!‘ Sich selbst bezeichnete er als ‚Menschenreporter‘.“

„Ob Clark Gable, Joan Collins oder Roger Moore – er bat sie alle zum Interview. Roman Schliesser war bei der Hochzeit André Hellers mit Erika Pluhar dabei und saß in London neben Curd Jürgens, als dieser am Telefon von seinem Anwalt erfuhr, dass die Scheidung seiner vierten Ehe unter Dach und Fach sei.

[…]

Doch nicht immer waren alle Promis gut auf ihn zu sprechen. Als er über eine ‚Watschenaffäre‘ von Curd Jürgens berichtete, stellte der für drei Jahre jeden Kontakt mit ihm ein. […] Ein andermal schrieb ‚Adabei‘, dass Frank Sinatra nach einem Konzert in der Wiener Stadthalle seine Gage in Höhe von einer Million Schilling in einen Koffer gesteckt hatte und ohne Steuern zu zahlen in die USA abgerauscht war.
Die meisten Promis liebten „Adabei“ jedoch, weil er ihnen erst durch seine regelmäßige Berichterstattung zur wahren Prominenz verholfen hatte.

[…]

Doch Roman Schliesser war mehr als ein Berichterstatter. Er hat so lange über die High Society geschrieben, bis er selbst ein Teil von ihr war.“

## Werke
- Die Supernase – Karl Spiehs und seine Filme. Ueberreuter, Wien 2006, ISBN 978-3-8000-7228-6.